# ستيفن قسطنطين
ستيفن قسطنطين (بالإنجليزية: Stephen Constantine)‏ هو مدرب كرة قدم ولاعب كرة قدم بريطاني، ولد في 16 أكتوبر 1962 في لندن في المملكة المتحدة. شارك مع منتخب الهند لكرة القدم. أما مع النوادي، فقد لعب مع New York Pancyprian-Freedoms ‏.

## وصلات خارجية
- الموقع الرسمي
- ستيفن قسطنطين على موقع قاعدة بيانات كرة القدم.إي يو (الإنجليزية)
- ستيفن قسطنطين على موقع Soccerway.com (الإنجليزية)
- ستيفن قسطنطين على موقع عالم كرة القدم.نت (الإنجليزية)